# LostWinds
LostWinds è un videogioco per Wii lanciato da Frontier Developments sul canale WiiWare alla sua inaugurazione il 20 maggio 2008, occupa 43 megabyte e costa 1000 Wii points.
Diversamente da quanto indicato sul sito di Frontier Developments e dalla Nintendo sul suo stesso WiiWare il gioco è tradotto in italiano.

## Modalità di gioco
Il protagonista del gioco è Toku, un giovane il cui destino è quello di salvare la propria terra con l'aiuto di Enril, lo spirito del vento. Il giocatore controlla Toku tramite Nunchuk e attiva i poteri del vento puntando il Wiimote. Ci si può far aiutare da un secondo giocatore nell'utilizzo dei poteri di Enril. Il titolo, un misto di Platform e Adventure, presenta svariati puzzle basati sull'utilizzo ingegnoso del vento. È già uscito un seguito.

## Responsi
Il titolo ha ottenuto diverse recensioni positive sui principali portali dedicati ai videogiochi, come 1UP.com e IGN ma sono state mosse diverse critiche al gioco, tra le quali la scarsa personalità grafica dei personaggi e l'eccessiva brevità.
Laurent Fisher, capo settore del reparto marketing di Nintendo of Europe, ha dichiarato a metà giugno 2008 che LostWinds è stato il gioco più scaricato tra quelli disponibili al lancio per WiiWare.